# Vlag van Dreischor

Vlag van Dreischor
(1954-1961)

De vlag van Dreischor werd op 7 april 1954 bij raadsbesluit vastgesteld als de gemeentelijke vlag van de Zeeuwse gemeente Dreischor. De beschrijving luidt: 
Blauw, met een linksschuine witte balk, beladen met drie groene ovalen veldjes, gelijkmatig verdeeld.
De kleuren van de vlag zijn ontleend aan het gemeentewapen. De drie veldjes staan voor de drie schorren Beldert, Maye en Sirjansland.
In 1961 ging de gemeente op in Brouwershaven, waardoor de vlag als gemeentevlag kwam te vervallen. Sinds 1997 valt het gebied onder de gemeente Schouwen-Duiveland.

## Verwante afbeelding

Het wapen van Dreischor

Aardenburg 
· Arnemuiden 
· Axel 
· Baarland 
· Biervliet 
· Biggekerke 
· Borssele 
· Breskens 
· Brouwershaven 
· Bruinisse 
· Burgh 
· Domburg 
· Dreischor 
· Driewegen 
· Duiveland 
· Ellewoutsdijk 
· 's-Gravenpolder 
· Groede 
· Haamstede 
· 's-Heer Abtskerke 
· 's-Heer Arendskerke 
· Hoedekenskerke 
· Hontenisse 
· IJzendijke 
· Kloetinge 
· Kortgene 
· Koudekerke 
· Krabbendijke 
· Kruiningen 
· Mariekerke 
· Meliskerke 
· Middenschouwen 
· Nieuw- en Sint Joosland 
· Nisse 
· Noordgouwe 
· Oostburg 
· Oostkapelle 
· Oud-Vossemeer 
· Oudelande 
· Ovezande 
· Poortvliet 
· Retranchement 
· Rilland-Bath 
· Ritthem 
· Sas van Gent 
· Scherpenisse 
· Schoondijke 
· Sint-Annaland 
· Sint Jansteen 
· Sint-Maartensdijk 
· Sint Philipsland 
· Sluis 
· Sluis-Aardenburg 
· Stavenisse 
· Valkenisse 
· Vogelwaarde 
· Waarde 
· Waterlandkerkje 
· Wemeldinge 
· Westdorpe 
· Westerschouwen 
· Westkapelle 
· Wissenkerke 
· Wolphaartsdijk 
· Zaamslag 
· Zierikzee 
· Zuiddorpe 
· Zuidzande